# Gorex
Gorex (bürgerlich Markus Paul Gorecki) ist ein deutscher Hip-Hop-Produzent. Er tritt auch unter dem Alias Amaterasu in Erscheinung. Gemeinsam mit Fader Gladiator bildet er das Produzenten-Duo Wildbwoys.

## Biografie
Gorecki begann mit 14 Jahren die Gitarre zu spielen und war teil verschiedener Bandprojekte, in denen Death Metal bis Pop gespielt wurde. 2013 gründete er das Amaterasu Tonstudio in Gelsenkirchen-Erle, welches er seitdem leitet. Mit Fader Gladiator bildet er seit 2019 das Duo Wildbwoys, mit dem er unter anderem den Nummer-eins-Hit Ohne Dich (Kasimir1441 feat. Badmómzjay & Wildbwoys) produzierte.
Als Inspirationen nennt er US-amerikanische Produzenten wie Murda Beatz, Rick Rubin oder Scott Storch.

## Produktionen (Auswahl)
- 2014: Kay One – Tag des Jüngsten Gerichts
- 2015: Fard – Kalt wie Schnee
- 2016: 18 Karat – Chivatos
- 2016: Manuellsen – Gangland (Album)
- 2015: Kay One – J.G.U.D.Z.S. – Jung genug um drauf zu scheissen (Album)
- 2016: Kay One – Der Junge von damals (Album)
- 2016: KC Rebell feat. Farid Bang – Ballermann (Wildlands)
- 2017: Manuellsen – Der Löwe (Album)
- 2017: 18 Karat – Pusha
- 2017: Bausa – Vermisst
- 2017: Bausa – Weit weg
- 2017: Bausa – Pyramiden
- 2019: Gallo Nero – 471
- 2019: Azad – Der Bozz II (Album)
- 2019: Bushido & Animus – Carlo Cokxxx Nutten 4 (Album)
- 2020: Juri & Bushido – 2003
- 2021: Kasimir1441 feat. Badmómzjay & Wildbwoys – Ohne Dich (mit Fader Gladiator als Wildbwoys)
- 2023: Bushido – Dark Knight